# Pierre De Meyer
Pour les articles homonymes, voir De Meyer.
Pierre De Meyer, né le 30 novembre 1793 à Grammont (Belgique) et décédé le 2 septembre 1878 à Florissant, au Missouri (États-Unis) était un frère jésuite belge, missionnaire au Missouri, au temps de la Conquête de l'Ouest des États-Unis.

## Biographie
Originaire de Zegelsem, près de Grammont, dans la province de Flandre-Orientale et le Denderstreek, Pierre De Meyer fut membre du premier groupe de volontaires belges recrutés par le père Charles Nerinckx pour aller créer des missions en Amérique du Nord et qui s'embarquèrent à cet effet le 16 mai 1817 à Amsterdam. 
Le père Nerinckx avait fait circuler une brochure en néerlandais datée du 24 août 1816, appelant à mettre en œuvre l'amour du prochain au service des Amérindiens, car "Dieu les aime tous autant, Belges, Américains ou Indiens". Le texte incite cinq jeunes belges à le suivre aux États-Unis, parmi lesquels on compte deux autres pionniers Pierre-Jean De Smet, Charles Van Quickenborne. A peine arrivé au Nouveau Monde, De Meyer entre au noviciat des Jésuites, le 5 aout 1817.
Il fait partie du groupe qui entame le 6 octobre 1821 un voyage de 1200 miles sur l'Ohio, pour se rendre du Maryland à la ferme de Florissant (Missouri), où va s'ouvrir en 1823 une école pour amérindiens, une fois les autorisations administratives obtenues à Washington. 
Sur les 120 derniers miles, à partir de Shawneetown, le groupe voyage à pied avec trois charriots, lentement, car le budget pour le transport n'a pas été prévu, tout ayant été investi dans la mission. Peu après leur arrivée, le père Timmermans meurt, tandis que deux prêtres reviennent au Maryland, la première mission des jésuites, par laquelle ils sont passés en arrivant.
En 1840, le frère De Meyer fait partie du groupe de jésuites qui participent à la mise sur pied d'un autre établissement universitaire, l'Université Xavier (Cincinnati), dans l'Ohio, après ceux de Georgetown College, devenu jésuite en 1805 et le Saint-Louis College, qui suit le même chemin en 1828. Il arrive le 18 octobre 1840, en compagnie de Maurice Van den Eycken et de John Anthony Elet qui sera le premier président jésuite de l'établissement.
Le frère Pierre De Meyer meurt à Florissant le 2 septembre 1878.